# Газоз, Мете
Мете Газоз (тур. Mete Gazoz; род. 8 июня 1999, Стамбул) — лучник из Турции, олимпийский чемпион 2020 года в личном первенстве, бронзовый призёр Олимпийских игр 2024 года в командном первенстве, участник трёх Олимпийских игр (2016, 2020, 2024) и финала Кубка мира.

## Биография
Газоз родился 8 июня 1999 года. В настоящее время[когда?] он учится в средней школе İhlas Kolej в Бахчелиэвлере.

## Карьера
Газоз начал заниматься стрельбой из лука в 2010 году, он является правшой. Его дебют на международном уровне состоялся в 2013 году.
Газоз выиграл серебряную медаль в командном юниорском турнире на чемпионате мира по в 2013 году в китайском Уси. Он участвовал в летних юношеских Олимпийских играх 2014 года в Нанкине и в Европейских играх 2015 года в Баку. Также он является участником чемпионата мира 2015 года, который проходил в Копенгагене.
Газоз выиграл серебряную медаль в соревнованиях в олимпийском луке в категории Cadet на Кубке Европы среди юношей 2015 года в Клагенфурте и еще одну серебряную медаль в командном зачете на чемпионате мира по стрельбе из лука в помещении в Анкаре (2016).
Газоз представлял Турцию на Олимпийских играх в Рио. 8 августа 2016 года на стадии 1/32 финала Мете Газоз победил француза Пьера Плиона со счетом 6-5. Во втором матче 1/16 тура он проиграл со счётом 3-7 голландцу Шефу ван ден Бергу.
Он выиграл бронзовую медаль в соревнованиях юниоров в миксте на чемпионате мира по стрельбе из лука среди юниоров 2017 года в Росарио. Газоз выступал вместе с Ясемин Анагез.
Он выиграл серебряную медаль в личном первенстве среди юниоров на чемпионате мира помещении 2018 года, проходившем в Янктоне, штат Южная Дакота.
Он выиграл золотую медаль в личном зачете в стрельбе с дистанции 70 метров на Средиземноморских играх 2018 года в Таррагоне.
Мете Газоз завоевал право участвовать второй раз подряд на Олимпиаде, которая из-за пандемии коронавируса была перенесена с 2020 на 2021 год. В индивидуальном турнире завоевал олимпийского золото, победив в финале чемпиона Лондонских игр итальянца Мауро Несполи.